# Széll Kálmán tér (stacja metra)

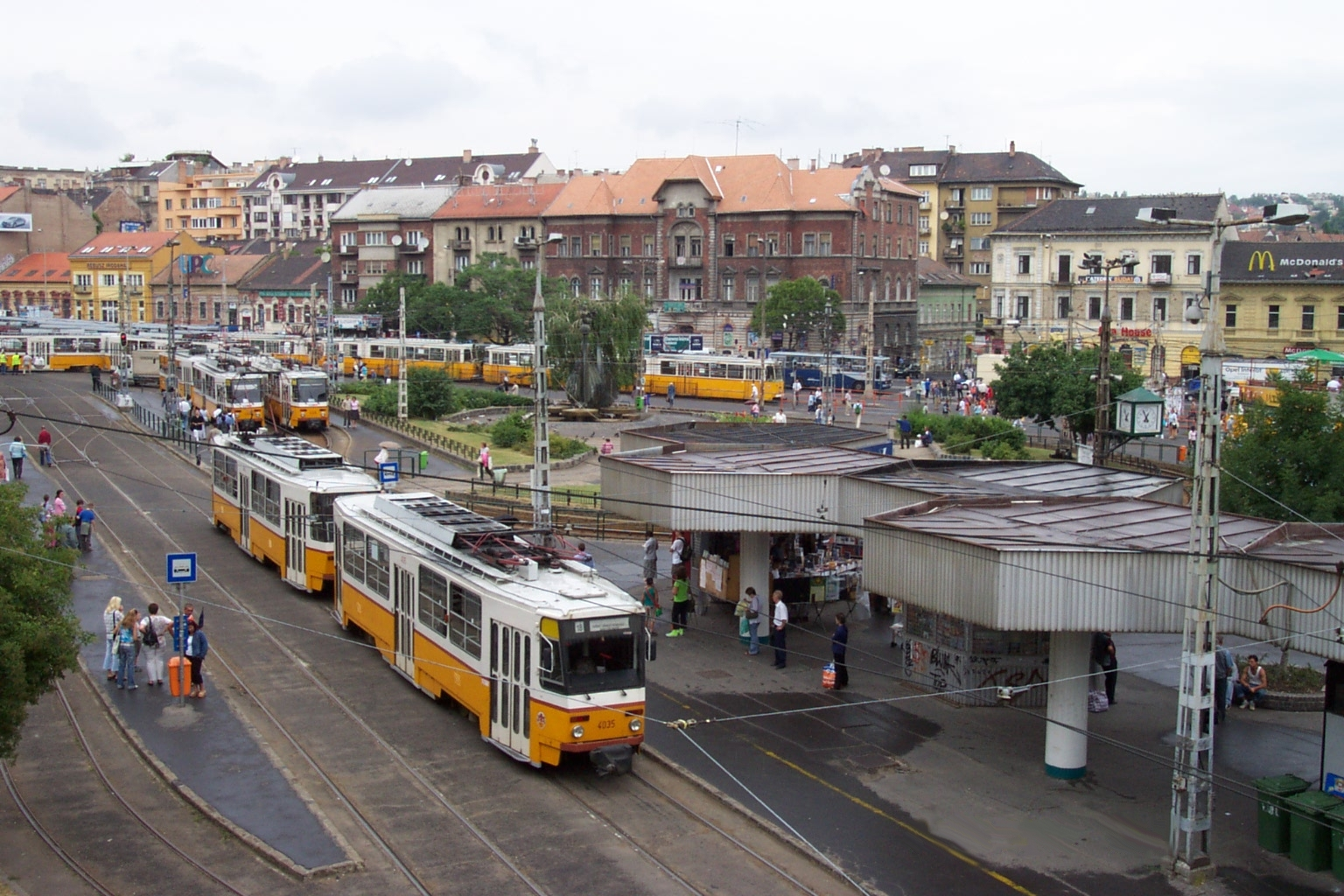
Widok na plac

Széll Kálmán tér - stacja metra w Budapeszcie, na zachodnim brzegu Dunaju. Do 2010 stacja nosiła nazwę Moszkva tér (Pl. Moskiewski). Posiada jeden centralnie ulokowany peron. Stacja znajduje się pod placem Kálmána Szélla, który jest ważnym węzłem komunikacyjnym Budy.